# راکاوی تاون‌شیپ، نیوجرسی
راکاوِی (به انگلیسی: Rockaway Township) شهری در ایالت نیوجرسی کشور ایالات متحده آمریکا است که جمعیت آن در سرشماری سال ۲۰۱۰ میلادی، ۲۴٬۱۵۶ نفر بوده‌است.